# Djidingar Dono Ngardoum
Djidingar Dono Ngardoum (1928-2000) var Tchads regeringschef 19. maj- 19. juni 1982.

## Eksternt link
- Africa Database Arkiveret 30. september 2007 hos  Wayback Machine

1. ↑  Navnet er anført på svensk og stammer fra Wikidata hvor navnet endnu ikke findes på dansk.